# Эшвайлер, Франц Герхард
Франц Герхард Эшвайлер (нем. Franz Gerhard Eschweiler; 1796—1831) — немецкий лихенолог и ботаник.

## Биография
Франц Герхард Эшвайлер родился в 1796 году в городе Кёльн в семье судьи. Учился в местной школе, поступил на юридический факультет Боннского университета. Затем Эшвайлер перешёл в Ландсхутский университет, где стал изучать медицину и естественные науки.
Эшвайлер вместе с Карлом Фридрихом Филиппом Марциусом работал над определением образцов растений из Бразилии, специализировался на тайнобрачных растениях. С 1827 года Эшвайлер преподавал естественную историю в Королевском лицее в Регенсбурге. Также Эшвайлер работал редактором немецкого ботанического журнала Flora. В 1828 году он основал журнал Literaturblätter für reine und angewandte Botanik.
4 июля 1831 года Франц Герхард Эшвайлер скончался в возрасте 35 лет.

## Некоторые научные работы
- Eschweiler, F.G. (1822). De fruticicatione generis Rhizomorphae commentatio. 35 p.
- Eschweiler, F.G. (1824). Systema lichenum. 26 p.

## Роды растений, названные в честь Эшвайлера
- Eschweilera Mart. ex DC., 1828
- Eschweileria Zipp. ex Boerl., 1887, nom. illeg. [syn.  Osmoxylon Miq., 1863]